# Pfarrkirche Hundsheim

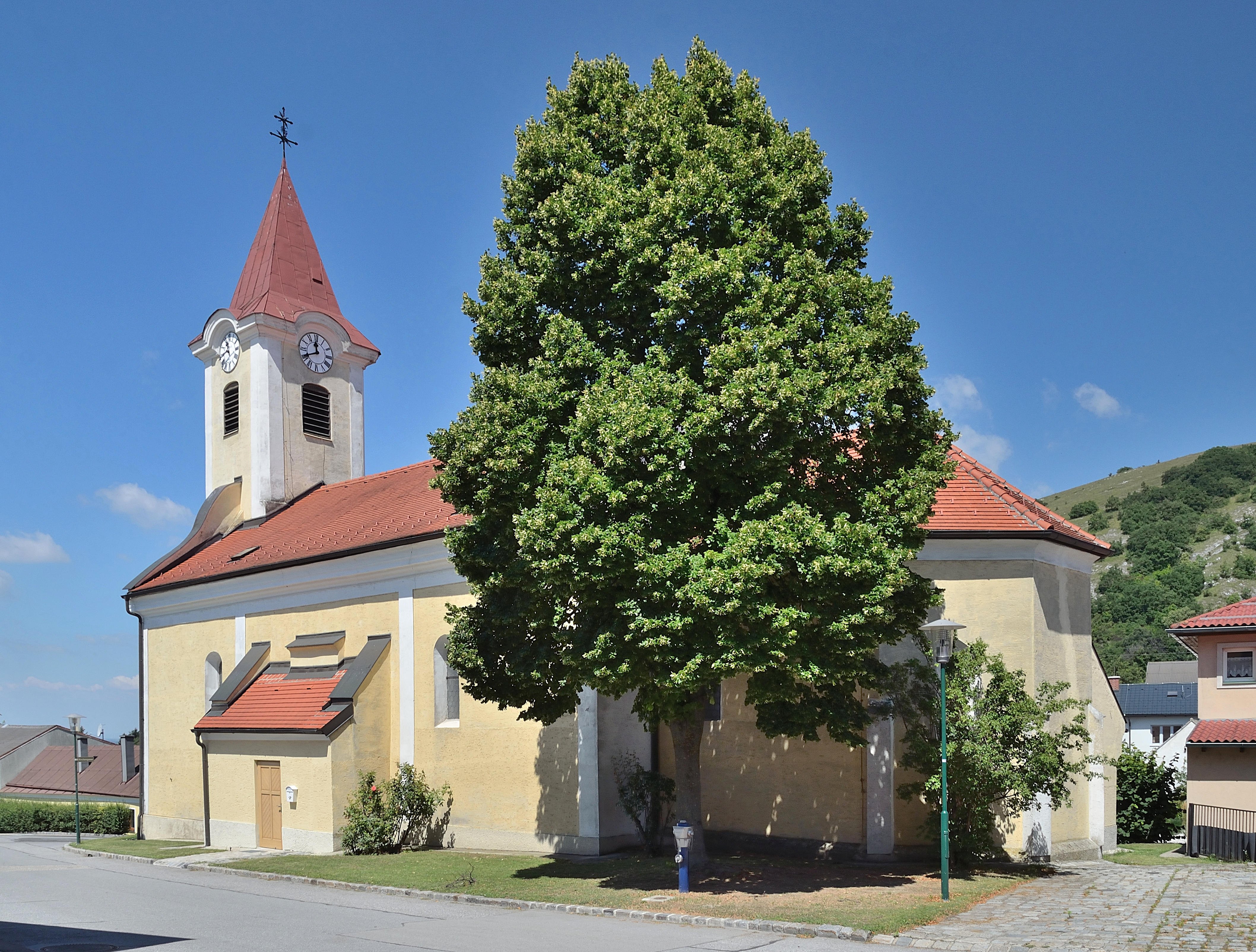
Katholische Pfarrkirche hl. Dreifaltigkeit in Hundsheim

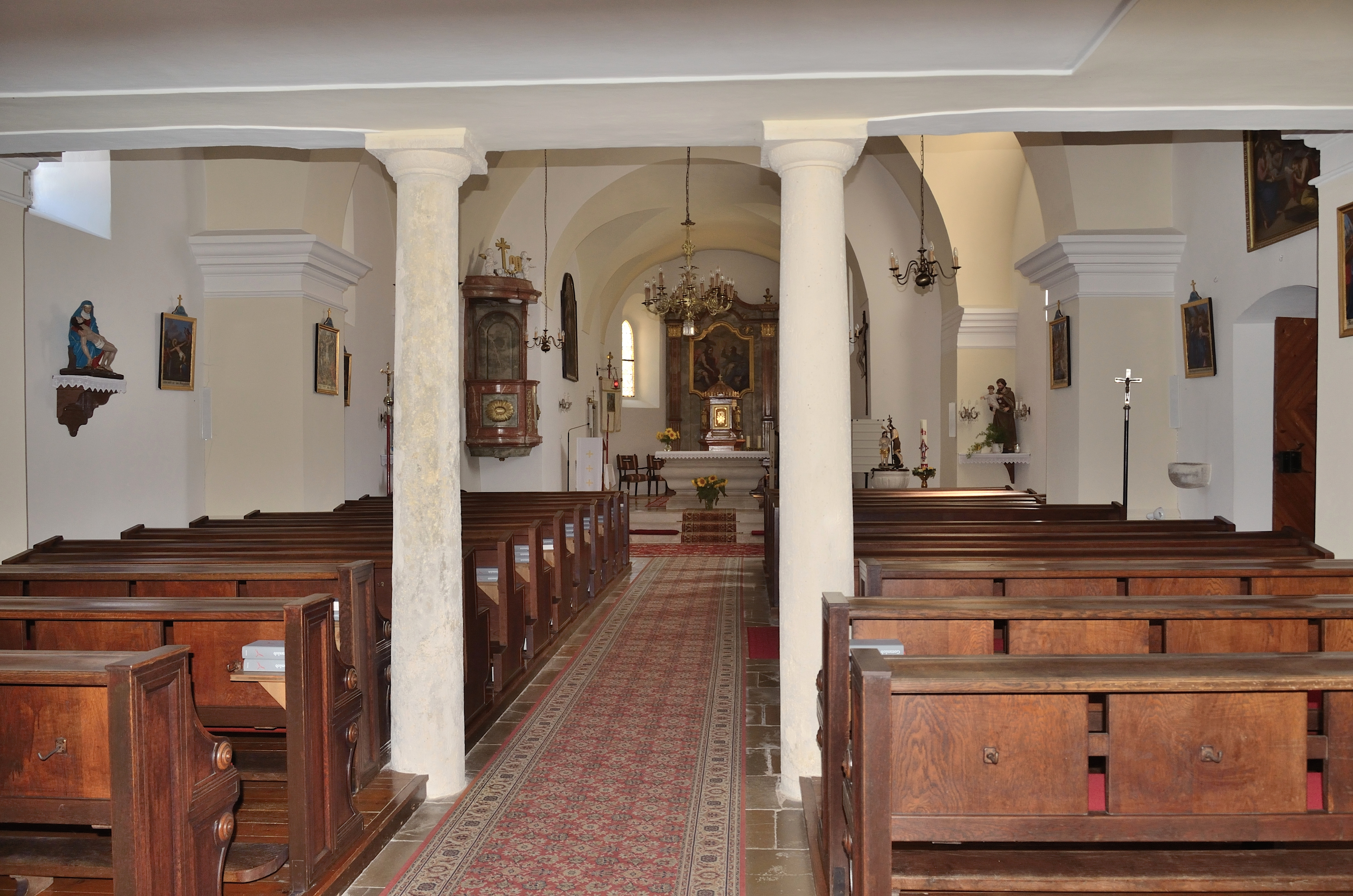
Langhaus, Blick zum Chor

Die römisch-katholische Pfarrkirche Hundsheim steht am südlichen Rand des Längsangers in der Gemeinde Hundsheim im Bezirk Bruck an der Leitha in Niederösterreich. Die dem Patrozinium Dreifaltigkeit unterstellte Pfarrkirche gehört zum Dekanat Hainburg in der Erzdiözese Wien. Die Kirche steht unter Denkmalschutz (Listeneintrag). 

## Geschichte
Die 1353 gestiftete Kirche wurde 1429 und 1476 als Filiale der Pfarrkirche Hainburg an der Donau genannt. Die Kirche wurde im Türkenkrieg 1683 zerstört und danach erneuert. 1695 ein Vikariat wurde die Kirche 1792 zur Pfarrkirche erhoben. 1969 wurde die Kirche restauriert.

## Architektur
Der im  Kern mittelalterliche Kirchenbau mit einem gestreckten niedrigen gotischen Chor mit einem Fünfachtelschluss um 1300 erhielt im 17. Jahrhundert ein barockisiertes Langhaus und 1779 einen neuen Westturm.
Das Kirchenäußere zeigt ein schlichtes Langhaus, nordseitig mit Böschstreben, mit Rundbogenfenstern und Putzrahmengliederung. Südlich hat das Langhaus ein Paar Strebepfeiler mit einem dazwischengestellten Portalvorbau. Der gotische Chor mit halbhohen Strebepfeilern hat spitzbogige Lanzettfenster, nördlich am Chor ist die Sakristei angebaut. Der erneuerte Turm mit der Jahresangabe 1779 hat Ecklisenen, das Schulterportal hat einen Palmettenkeilstein, darüber befindet sich ein Kartuschenfenster, der Turm trägt über einem aufgegiebelten Kranzgesims einen Spitzhelm.
Das Kircheninnere zeigt ein dreijochiges Langhaus unter einem Stichkappentonnengewölbe, ganz im Westen mit einem Platlgewölbe, wie im Turmerdgeschoß. Das Gewölbe ruht auf tiefen Wandpfeilern mit profilierten Kämpfern. Die Westempore ruht auf toskanischen Säulen, die marmorierte Brüstung entstand um 1779. Die Gewölbe zeigen schlichten Putzfelddekor aus dem Ende des 18. Jahrhunderts. Der Triumphbogen ist rundbogig. Der niedrige gotische Chor trägt eine Stichkappentonne aus dem 17. Jahrhundert, der Chor hat eine frühgotische gekuppelte Sessionsnische und eine rechteckige Sakramentsnische um 1300. Die Glasmalerei hl. Barbara entstand im Ende des 19. Jahrhunderts.

## Einrichtung
Das Altarretabel mit dem Altarbild hl. Dreifaltigkeit und die Kanzel entstanden im Ende des 18. Jahrhunderts.

## Aufbahrungshalle
Die Aufbahrungshalle gegenüber der Kirche ist ein 1785 als Schule errichteter Bau, welcher 1979 zur Aufbahrungshalle umgebaut wurde. Das eingeschoßige hakenförmige Gebäude unter einem Walmdach hat ein Segmentbogenportal und plattenstilartige Fensterrahmungen.